# Pardosa zionis
Pardosa zionis là một loài nhện trong họ Lycosidae.
Loài này thuộc chi Pardosa. Pardosa zionis được Ralph Vary Chamberlin & Wilton Ivie miêu tả năm 1942.